# Waldetzenberg
Waldetzenberg ist ein Ortsteil des Marktes Laaber im Oberpfälzer Landkreis Regensburg (Bayern).

## Lage
Die Siedlung liegt im Süden der Gemeinde, 3,5 km südöstlich von Laaber zwischen der Autobahn A3 im Osten und der Bahnstrecke Nürnberg–Regensburg mit dem Haltepunkt Deuerling. Im Südosten berührt die Kreisstraße R 13 den Ort. Direkt baulich verbunden ist ein Teil des Nachbarortes Deuerling.

## Geschichte
Das Gebiet des Ortes war früher zum Teil bewaldet. Es umfasste unter anderem das Weißenkircherholz.
Die ersten Häuser entstanden Anfang der 1950er Jahre etwas nordöstlich des Bahn-Haltepunktes als Teil des Ortes Deuerling. Die Ansiedlung wurde als „Am Bahnhof“ bezeichnet. In den 1960ern wuchs der Ort auf das Gebiet der Gemeinde Laaber. Der Name Waldetzenberg taucht erstmals auf einer Karte von 1968 auf.